# 鳥羽象三
鳥羽 象三（とば きさぞう、生没年不詳）は、大正から昭和時代前期の台湾総督府官僚。

## 経歴・人物
長野県出身。
1922年（大正11年）渡台し、台中州内務部地方課勤務、同州内務部水利課庶務主任、同州大甲郡庶務課長、同州内務部土木課庶務係長、彰化郡庶務課長、員林郡庶務課長、豊原郡庶務課長、台中州属知事官房文書課長を経て、1942年（昭和17年）4月、地方理事官に進み、台南州北港郡守に就任した。